# Punta de Sant Llorenç

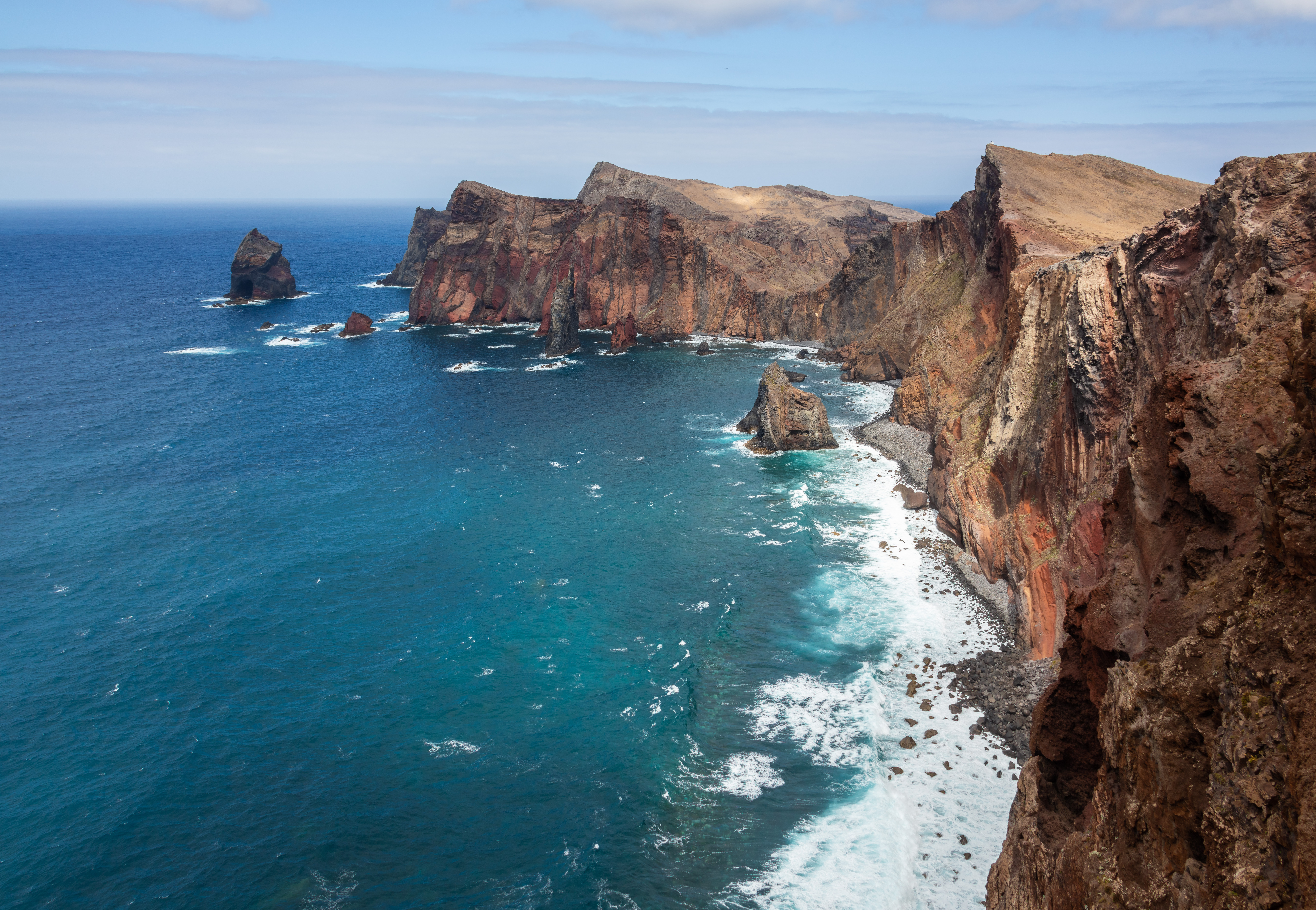
La punta de Sant Llorenç

Panoràmica de la punta

La punta de São Lourenço (en portuguès: Ponta de São Lourenço) és una península que es troba, al costat de l'illot de Farol i l'illot de Cevada, a l'extrem est de l'illa de Madeira, a Portugal. Es tracta d'un braç llarg de roques des del qual es poden albirar les altres illes de l'arxipèlag portuguès.
A la punta de São Lourenço es poden observar morros volcànics recents i abundants formacions calcari-arenoses. Flanquejada per escarpats penya-segats, des de 1996 la zona va quedar protegida com a reserva natural i lloc d'importància comunitària per a la conservació d'algunes plantes endèmiques i d'ocells protegits. Destaca així mateix la presència de la foca monjo (Monachus monachus).